# بلانکنهایم (نوردراین-وستفالن)
بلانکنهایم (به آلمانی: Blankenheim) یک شهر در آلمان است که در اویسکیرشن واقع شده‌است. بلانکنهایم ۸٬۷۸۵ نفر جمعیت دارد.